# Neckarwestheim

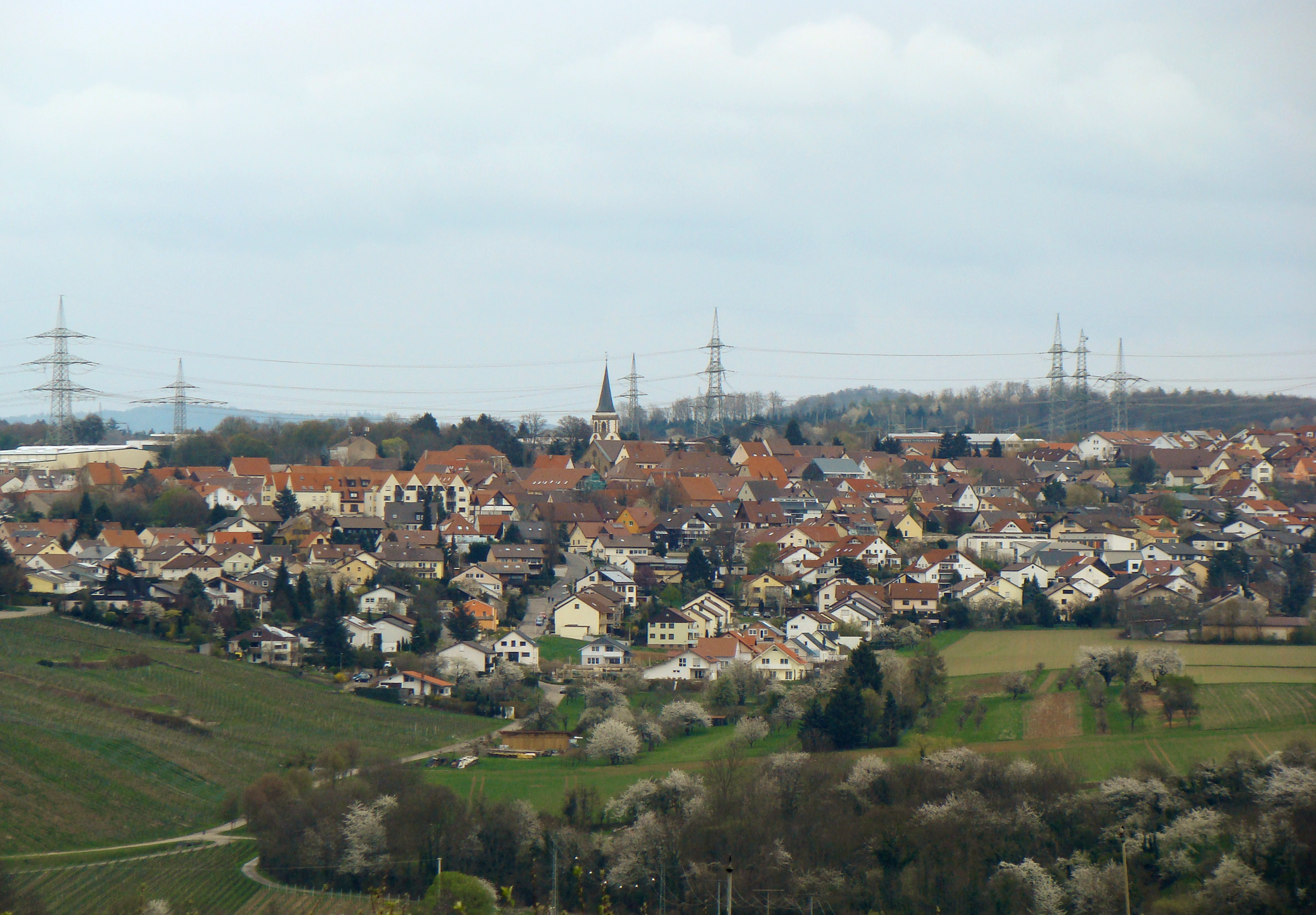
Ortsansicht Neckarwestheim

Neckarwestheim ist eine Gemeinde im Landkreis Heilbronn, Baden-Württemberg. Sie gehört zum Regionalverband Heilbronn-Franken und zur Randzone der europäischen Metropolregion Stuttgart. Sie war als Standort des Kernkraftwerks Neckarwestheim bekannt. Durch die hohen Gewerbesteuereinnahmen vom Kernkraftwerksbetreiber EnBW war Neckarwestheim eine der reichsten Gemeinden im Landkreis Heilbronn mit (Stand Februar 2005) über 30 Millionen Euro Rücklagen.

## Geographie

### Geographische Lage
Neckarwestheim liegt im südlichen Landkreis Heilbronn am Neckar, ca. 8 Kilometer südlich von Heilbronn. Die Gemeinde gehört zur nördlichen Randzone der Metropolregion Stuttgart.

### Nachbargemeinden
Nachbarstädte und -gemeinden Neckarwestheims sind (im Uhrzeigersinn, beginnend im Nordwesten): Lauffen am Neckar, Ilsfeld (beide Landkreis Heilbronn), Großbottwar, Mundelsheim, Besigheim (Teilort Ottmarsheim), Gemmrigheim und Kirchheim am Neckar (alle Landkreis Ludwigsburg). Mit Lauffen und Nordheim ist Neckarwestheim eine Vereinbarte Verwaltungsgemeinschaft eingegangen.

### Gemeindegliederung
Zu Neckarwestheim gehören noch der Hof Leuchtmannshof, Schloss und Hof Liebenstein sowie der Wohnplatz Pfahlhof (PLZ 74360). Abgegangene, also heute nicht mehr bestehende Orte auf Neckarwestheimer Gemarkung sind Geißelhausen, der Itzinger Hof und der Wohnplatz Neckarberg. Die ehemalige Markung Liebenstein mit Schloss und Hof Liebenstein und dem Pfahlhof bildete von 1852 bis zum 1. April 1932 die Teilgemeinde Liebenstein.

### Flächenaufteilung
Nach Daten des Statistischen Landesamtes, Stand 2014.

## Geschichte

### Altertum
Bereits im Römischen Kaiserreich war die Umgebung von Neckarwestheim besiedelt. Ein römischer Gutshof, eine villa rustica aus dem 2.–3. Jahrhundert nach Christus befindet sich in südwestlicher Hanglage inmitten von Weinbergen auf dem heutigen Gebiet von Lauffen am Neckar. Ebenso gibt es Reste römischer Gutshöfe bei Kirchheim am Neckar und im Wald zwischen Gemmrigheim und Mundelsheim.

### Mittelalter
Neckarwestheim wurde am 5. März 1123 in einer Urkunde des Kaisers Heinrich V. als Westheim erstmals erwähnt. Die Namensgebung deutet auf die Gründung des Ortes vom fränkischen Königshof im östlich gelegenen Ilsfeld aus hin, der vermutlich auch das östlich von Ilsfeld liegende Auenstein (ursprünglich Ostheim) seinen Namen verdankt.
Der größte Teil Westheims gehörte den Grafen von Lauffen, auch das von ihnen gestiftete Kloster Odenheim war im Ort begütert. Später waren die Herren von Liebenstein Eigentümer von Teilen des Ortes.

### Neuzeit

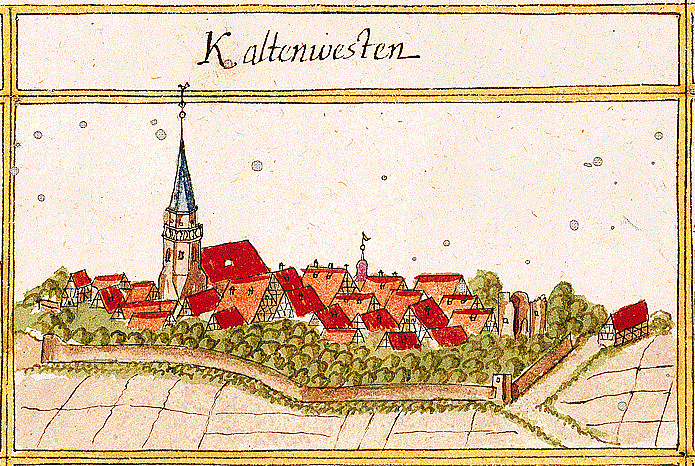
Neckarwestheim, damals noch Kaltenwesten genannt, in der Kieserschen Forstkarte von 1686

Um 1500 ging der Name Westheim verloren, der Ort wurde aus unbekanntem Grund nun Kaltenwesten genannt. 1511 erwarben die Grafen von Eberstein aus dem badischen Raum eine Hälfte Kaltenwestens, die später an die Markgrafen von Baden gelangte. 1555 wurde der Ort zur Marktgemeinde erhoben und daraufhin befestigt. 1673/1678 gelangte der Ort an Württemberg, das eine Hälfte von den Herren von Liebenstein, die andere von den Markgrafen von Baden erwarb. Nach der Gründung des Königreichs Württemberg ergaben sich durch die neue Verwaltungsgliederung auch für Kaltenwesten einige Änderungen. Bis 1807 zum Stabsamt Liebenstein gehörig, gelangte Kaltenwesten dann zum Oberamt Bietigheim, 1810 schließlich zum Oberamt Besigheim.
Mit dem Namen Kaltenwesten war die Gemeinde unzufrieden, da er ihrer Meinung nach „so manchen Weinkäufer im Herbst abhalten könne und dadurch empfindlicher wirtschaftlicher Schaden erwachse.“ Daher reichte sie im Mai 1884 ein Gesuch an das Oberamt Besigheim ein mit der Bitte, den Namen in Westen am Neckar ändern zu dürfen. Das Oberamt war prinzipiell mit einer Namensänderung einverstanden, schlug aber den Namen Westen ob dem Neckar vor, da der Ort nicht direkt am Neckar, sondern etwas entfernt und oberhalb liege. Die Gemeinde insistierte auf am Neckar, da der Fluss die Markung durchfließe und für viele Einwohner wirtschaftliche Bedeutung habe. Ein vom württembergischen Innenministerium eingeholtes Gutachten des Königlich Statistisch Topographischen Büros empfahl am 23. Juli 1884 den alten Namen Westheim, dem wie bei Neckargartach mit dem Vorsatz Neckar- die Lage des Ortes vorangestellt werden könne. Die Gemeinde, das Oberamt, die Kreisregierung des Neckarkreises und das Innenministerium stimmten diesem Vorschlag zu, so dass letzteres den entsprechenden Antrag beim König einreichen konnte, dem die letzte Entscheidung zustand. Am 19. August 1884 entsprach König Karl dem Gesuch, und am 27. August 1884 wurde die Umbenennung des Ortes in Neckarwestheim im Staats-Anzeiger für Württemberg öffentlich bekanntgemacht.

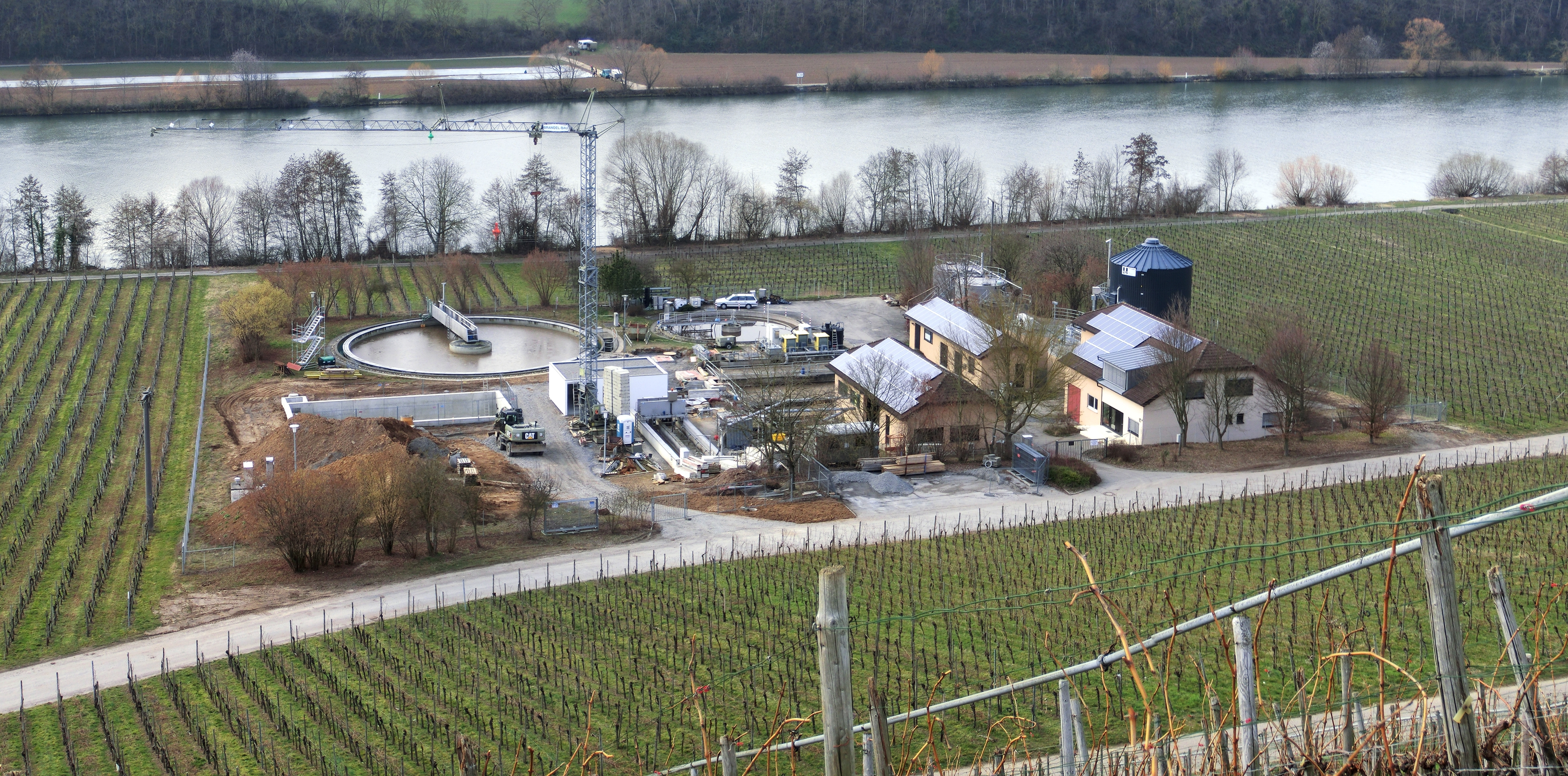
Kläranlage Neckarwestheim

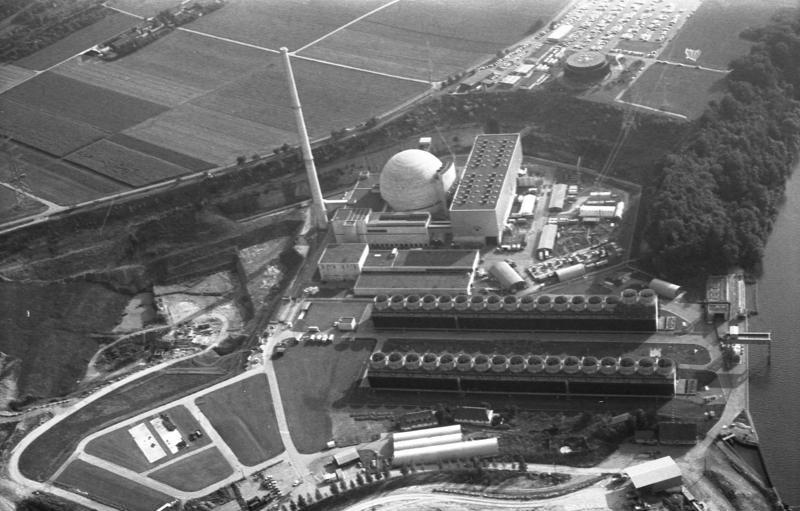
Kernkraftwerk um 1979

Bei der Kreisreform während der NS-Zeit in Württemberg kam Neckarwestheim 1938 zum Landkreis Heilbronn. Nach dem Zweiten Weltkrieg gehörte die Gemeinde 1945 bis 1952 zum Land Württemberg-Baden, das 1945 in der Amerikanischen Besatzungszone gegründet worden war, ab 1952 zum neuen Bundesland Baden-Württemberg. In der Nachkriegszeit nahm der bis dahin vorwiegend landwirtschaftlich geprägte Ort viele Flüchtlinge und Heimatvertriebene aus dem Osten auf. In den 1970er-Jahren entstand auf dem Gelände eines ehemaligen Steinbruchs der Portland-Cementwerke (ZEAG) das Kernkraftwerk Neckarwestheim, das die Neckarwestheimer Gemeindefinanzen durch die entrichtete Gewerbesteuer in den folgenden Jahrzehnten wesentlich bereicherte.
1995 wurde der damalige Bürgermeister Horst Armbrust beschuldigt, über 40 Millionen DM des Vermögens der Gemeinde und der Bürgerstiftung Neckarwestheim veruntreut zu haben. Er hatte das Geld unrechtmäßig in verschiedene dubiose Anlagen gesteckt und auf hohe Renditen gehofft. Das Geld verschwand jedoch in dunklen Kanälen. Armbrust wurde wegen Untreue und Urkundenfälschung verurteilt und verbrachte gut vier Jahre in Haft. Der Versuch, das veruntreute Geld wenigstens teilweise zurückzubekommen, beschäftigte seinen 1996 gewählten Nachfolger Mario Dürr und die Gemeinde Neckarwestheim 13 Jahre. In elf Prozessen gegen verschiedene Banken im In- und Ausland, die Armbrust für seine unrechtmäßigen Geschäfte genutzt hatte, konnte Neckarwestheim bis April 2009 etwa 16 Millionen Euro Kapital und Zinsen zurückgewinnen, denen etwa 2,8 Millionen Euro Gerichts- und Anwaltskosten gegenüberstehen.

### Religionen

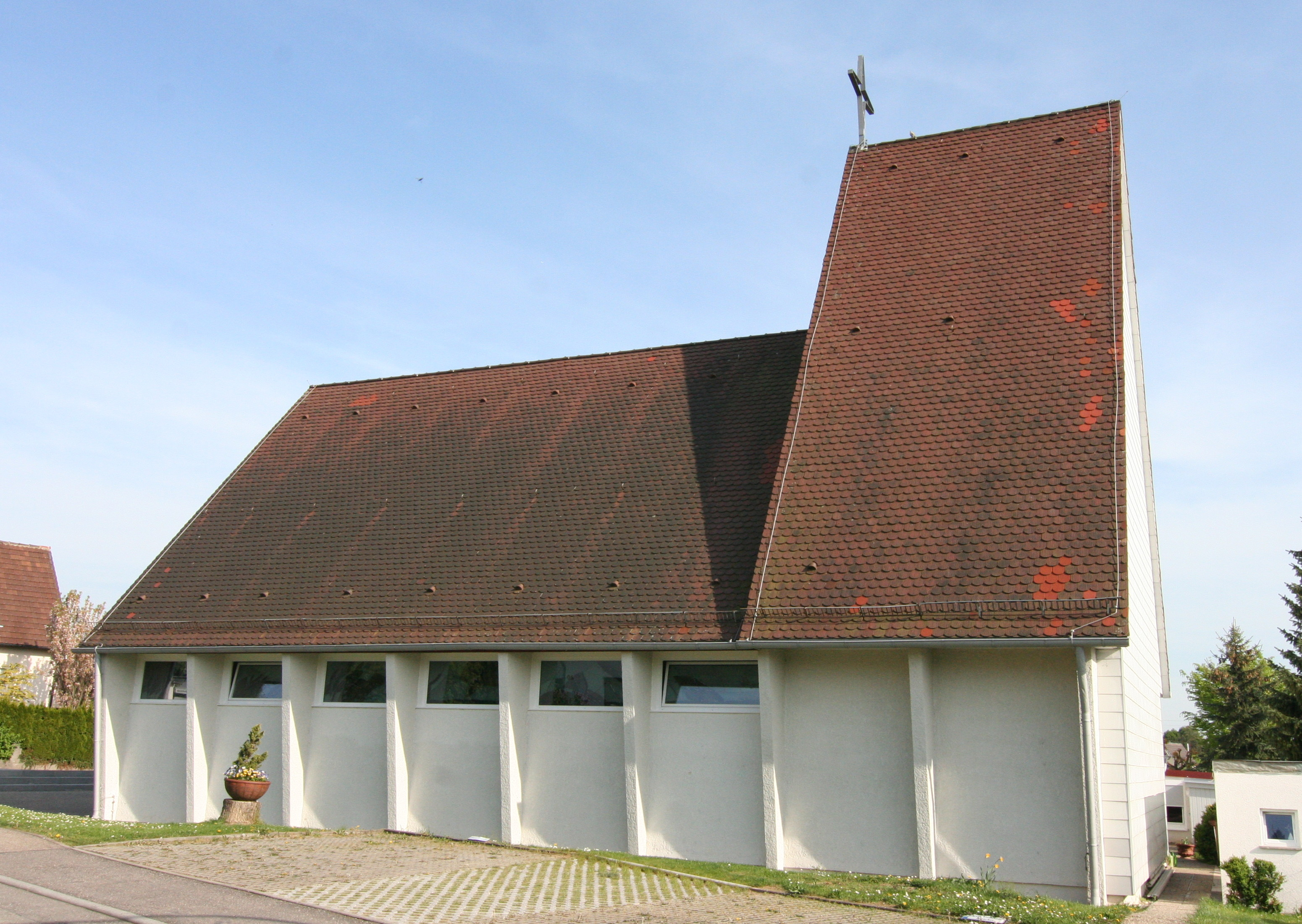
Katholische Josefskirche

In Neckarwestheim gibt es eine eigene evangelische Kirchengemeinde, die zum Kirchenbezirk Besigheim der Württembergischen Landeskirche gehört. Für katholische Christen ist die katholische Kirchengemeinde in Lauffen am Neckar zuständig.

### Einwohnerentwicklung seit 1900
| Jahr              | Einwohner |
| ----------------- | --------- |
| 1900              | 1390      |
| 1910              | 1324      |
| 1925              | 1290      |
| 1933              | 1241      |
| 1939              | 1192      |
| Ende 1945         | 1370      |
| 1946              | 1560      |
| 1950              | 1509      |
| 06. Juni 1961     | 1419      |
| 31. Dezember 1970 | 1703      |

| Jahr              | Einwohner |
| ----------------- | --------- |
| 31. Dezember 1975 | 1863      |
| 31. Dezember 1980 | 2198      |
| 31. Dezember 1985 | 2410      |
| 25. Mai 1987      | 2349      |
| 31. Dezember 1990 | 2675      |
| 31. Dezember 1995 | 3245      |
| 31. Dezember 2000 | 3470      |
| 31. Dezember 2005 | 3524      |
| 31. Dezember 2010 | 3509      |
| 31. Dezember 2015 | 3709      |
| 31. Dezember 2020 | 4013      |

| Jahr              | Einwohner |
| ----------------- | --------- |
| 31. Dezember 2021 | 4.091     |

## Politik

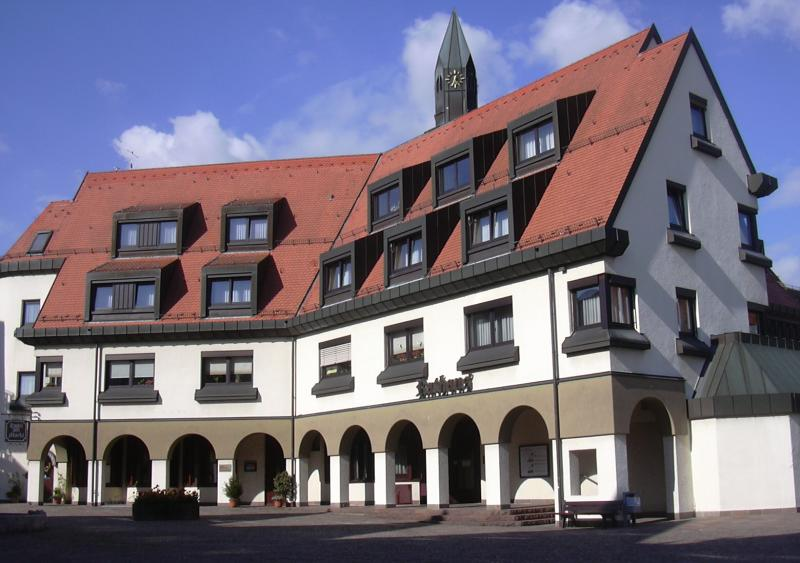
Rathaus in Neckarwestheim

### Bürgermeister
- 1928–1938: Gottlob Theodor Klingler
- 1948–1959: Hermann Göldenbot
- 1960–1995: Horst Armbrust (FDP)
- 1996–2016: Mario Dürr (parteilos)
- Seit 2016: Jochen Winkler

### Gemeinderat
Der Gemeinderat in Neckarwestheim hat 12 Mitglieder. Bei der Kommunalwahl am 9. Juni 2024 wurde der Gemeinderat bei einer Wahlbeteiligung von 61,5 % durch Mehrheitswahl aus einer Einheitsliste gewählt. Mehrheitswahl findet statt, wenn keiner oder nur ein Wahlvorschlag eingereicht wird. Der Gemeinderat besteht aus den gewählten ehrenamtlichen Gemeinderäten und dem Bürgermeister als Vorsitzendem. Der Bürgermeister ist im Gemeinderat stimmberechtigt.

### Wappen und Flagge

Wappen Neckarwestheims

Die Blasonierung des Neckarwestheimer Wappens lautet: In gespaltenem Schild vorne in Silber ein grüner Laubkranz, hinten in Grün ein silberner Spaten. Die Flagge der Gemeinde ist Grün-Weiß.
Die Bedeutung des Kranzes ist ungeklärt. Der Spaten im Wappen geht zurück auf das Fleckenzeichen Neckarwestheims bzw. Kaltenwestens, das auch auf einem Markungsgrenzstein von 1689 erscheint: ein Waschholz, wie es früher verwendet wurde, um beim Waschen den Schmutz aus der Wäsche zu klopfen. Ein Fleckensiegel von 1684 zeigt untereinander ein liegendes Waschholz und einen von zwei abwärtsgekehrten Hirschstangen umgebenen Kranz. Ein Siegel von 1710 zeigt einen Herzogshut über dem Waschholz, darunter die Buchstaben KW (für Kaltenwesten, den damaligen Ortsnamen). Ab dem 19. Jahrhundert bis 1938 zeigten die Gemeindesiegel in gespaltenem Schild vorne die drei württembergischen Hirschstangen, hinten das Waschholz, über dem Schild zwei geneigte Zweige.
Das Waschholz wurde im Lauf der Zeit weniger detailliert, mehr symbolhaft dargestellt. In der Beschreibung des Oberamts Besigheim von 1853 wurde es noch korrekt als Waschholz beschrieben, bei einer Neugestaltung des Wappens 1938 hingegen falsch als Spatenblatt gedeutet und beschrieben. Bei dieser Neugestaltung wurden auf Vorschlag der württembergischen Archivdirektion die Hirschstangen durch den Kranz aus dem Siegel von 1684 ersetzt. Gleichzeitig wurden die Farben von Wappen und Flagge festgelegt. Bei der endgültigen Gestaltung des heutigen Wappens im Jahre 1963 wurde schließlich aus dem Spatenblatt ein vollständiger Spaten. Wappen und Flagge sind der Gemeinde vom baden-württembergischen Innenministerium am 4. März 1963 verliehen worden.

### Partnergemeinde
Neckarwestheim unterhält seit 1978 eine Partnerschaft mit der Gemeinde Ceton im Département Orne, Frankreich.

## Kultur und Sehenswürdigkeiten

### Bauwerke

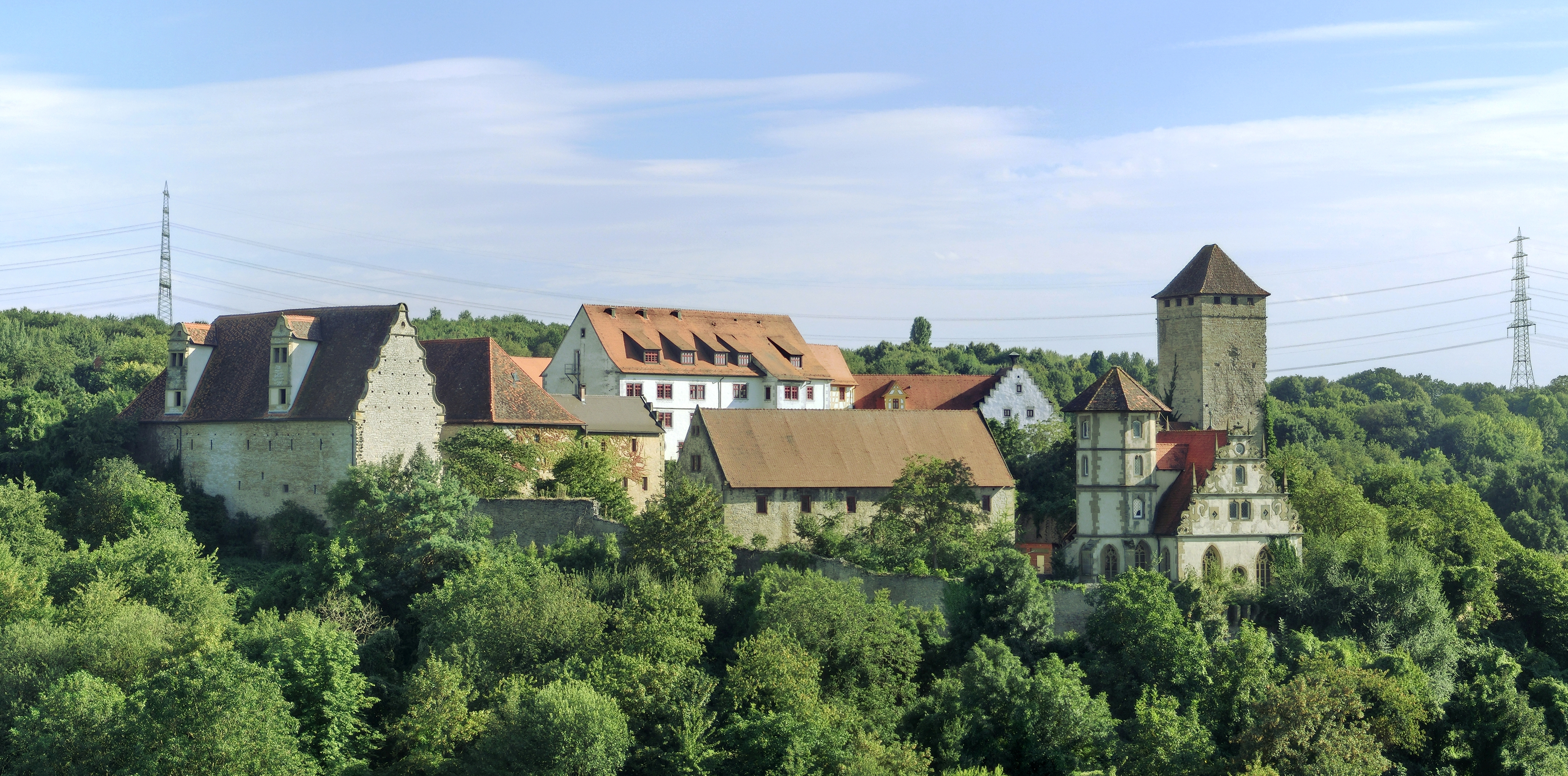
Schloss Liebenstein

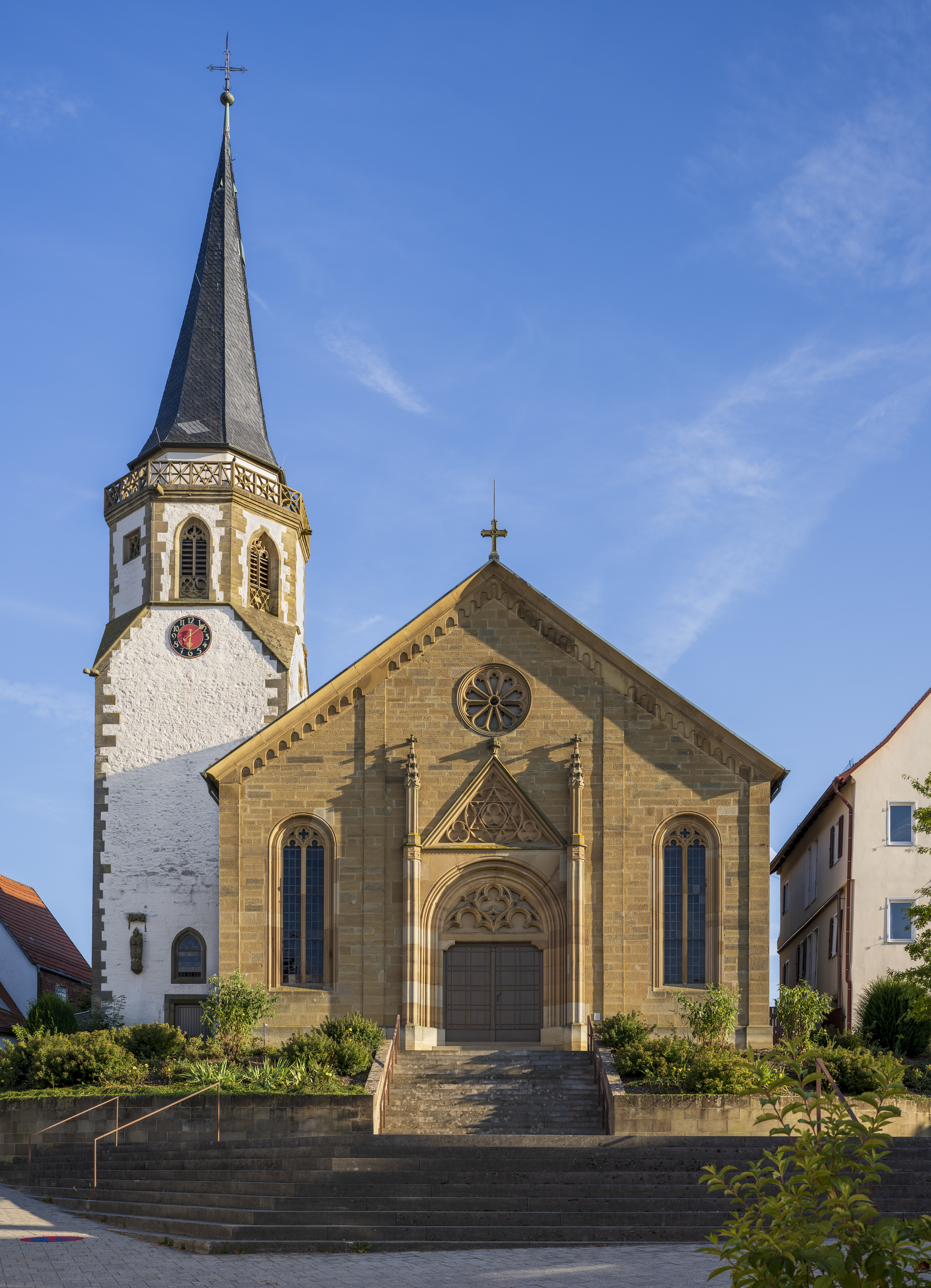
Ev. Pfarrkirche St. Gregor

- Schloss Liebenstein südlich des Ortes ist der ehemalige Stammsitz der Herren von Liebenstein und wurde ab 1120 erbaut. Die Anlage erhielt ihre heutige Gestalt durch Umbauten und Erweiterungen im späten 16. Jahrhundert. 1590 bis 1599 entstand dabei auch die schmuckvolle Schlosskapelle mit Stilelementen der Gotik und der Renaissance. Die Anlage wurde 1982 von der Gemeinde erworben. Das Schloss wird heute als Restaurant und Hotel genutzt. Beim Schloss befindet sich ein Golfplatz, der vom Golf- und Landclub Schloss Liebenstein e. V. betrieben wird.
- Die evangelische Pfarrkirche St. Gregor in Neckarwestheim wurde 1275 erstmals erwähnt und 1844 unter Beibehaltung des Turmes eines Vorgängerbauwerks im Stil des Historismus nach Plänen des Stuttgarter Oberbaurats Ludwig Friedrich Gaab neu errichtet. Im Kirchturm sind zwei sehr alte Glocken erhalten: eine auf 1524 datierte Glocke der Lachaman-Werkstatt in Heilbronn und eine ältere Glocke wohl aus dem 13. Jahrhundert. Im Untergeschoss des Turms ist der Altarraum eingerichtet.
- Das Alte Rathaus ist an einem seiner Torbögen auf 1751 datiert. Gegenüber befindet sich das Neue Rathaus. Das unweit davon befindliche Fachwerkhaus in der Hauptstraße 30 stammt von 1603.
- Am Platz des alten Schulhauses in der Schulstraße befand sich die erste Schule des Ortes. Ein Vorgängerbau ist 1652 eingestürzt. Das Gebäude wurde 1797 renoviert und mehrfach erweitert.
- Das Schulhaus von 1890 in der Reblandstraße wurde 2002 umfassend saniert und erhielt dabei den markanten verglasten Vorbau. Das Gebäude wird heute von den Landfrauen und der Volkshochschule genutzt.
- Die Pfarrscheuer stammt aus dem 17. Jahrhundert und dient heute als Vereinsheim des Gesangsvereins Eintracht Neckarwestheim. Ein Teil der Außenwand des Gebäudes stammt noch von der einstigen Ummauerung des Ortes.

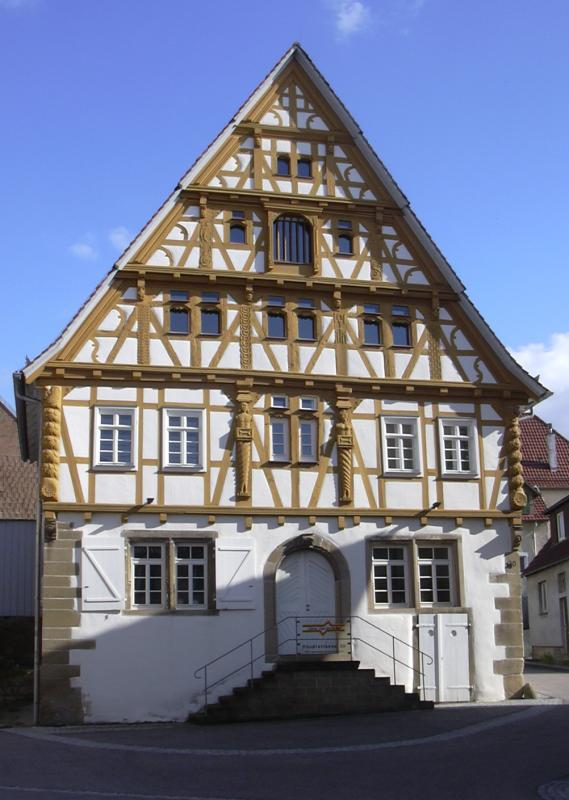
Fachwerkhaus von 1603
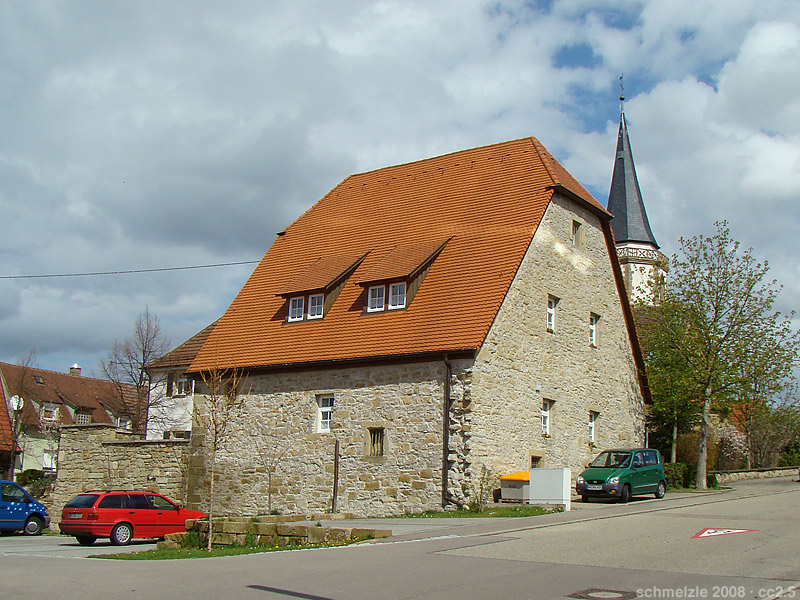
Pfarrscheune
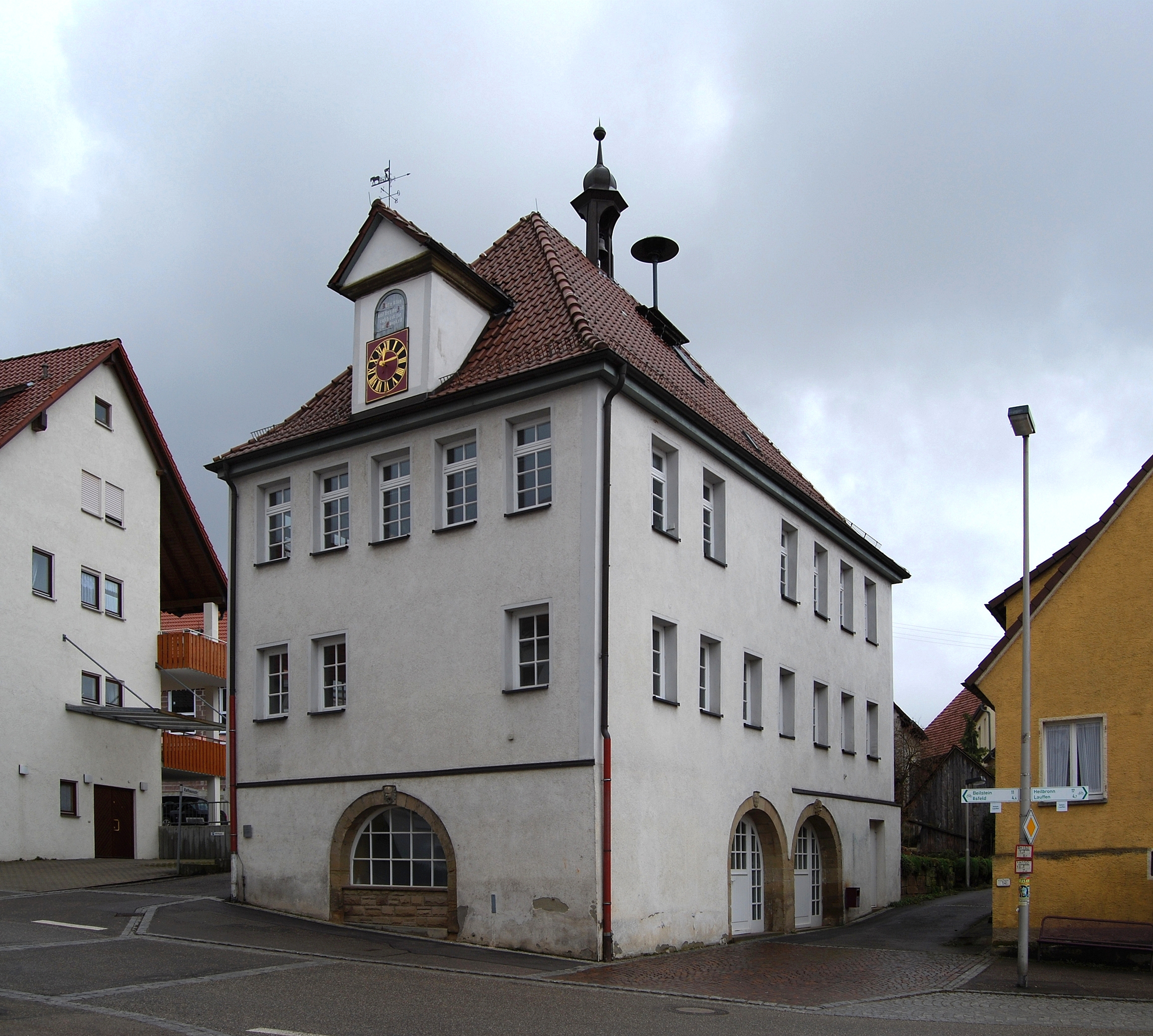
Altes Rathaus von 1751
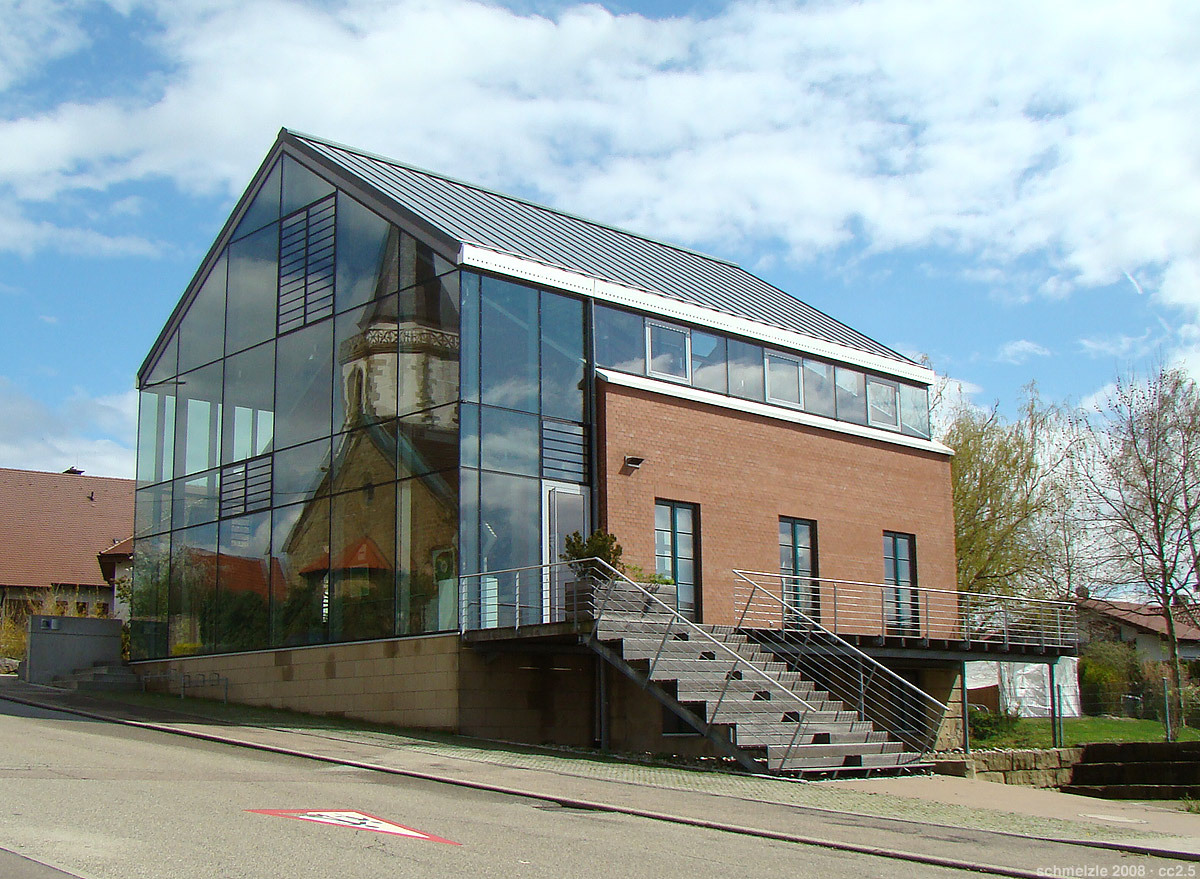
Schulhaus von 1890

## Wirtschaft und Infrastruktur

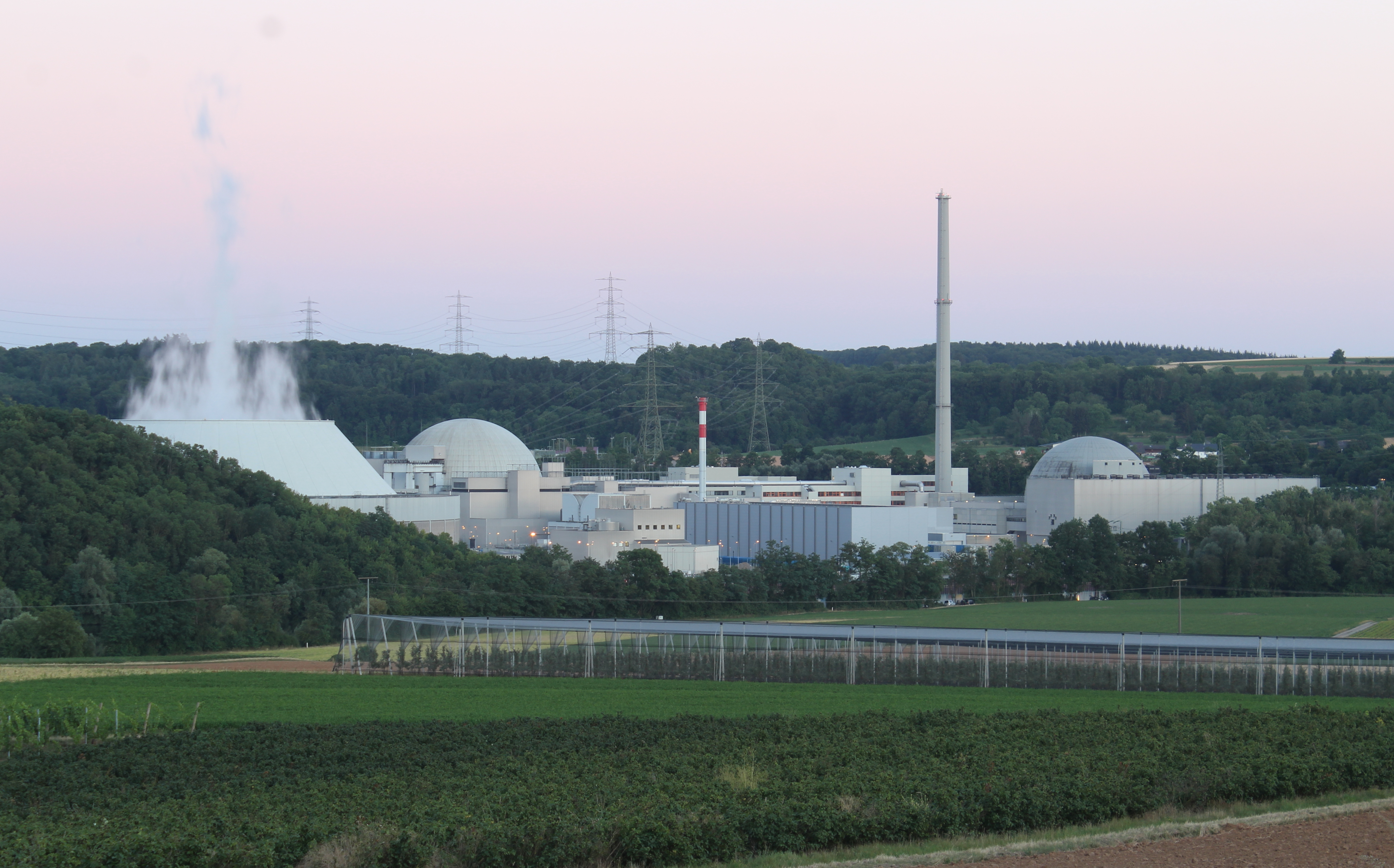
Kernkraftwerk Neckarwestheim

Wichtigstes Unternehmen vor Ort ist das im Eigentum der Energie Baden-Württemberg befindliche, stillgelegte Kernkraftwerk Neckarwestheim.

### Weinbau

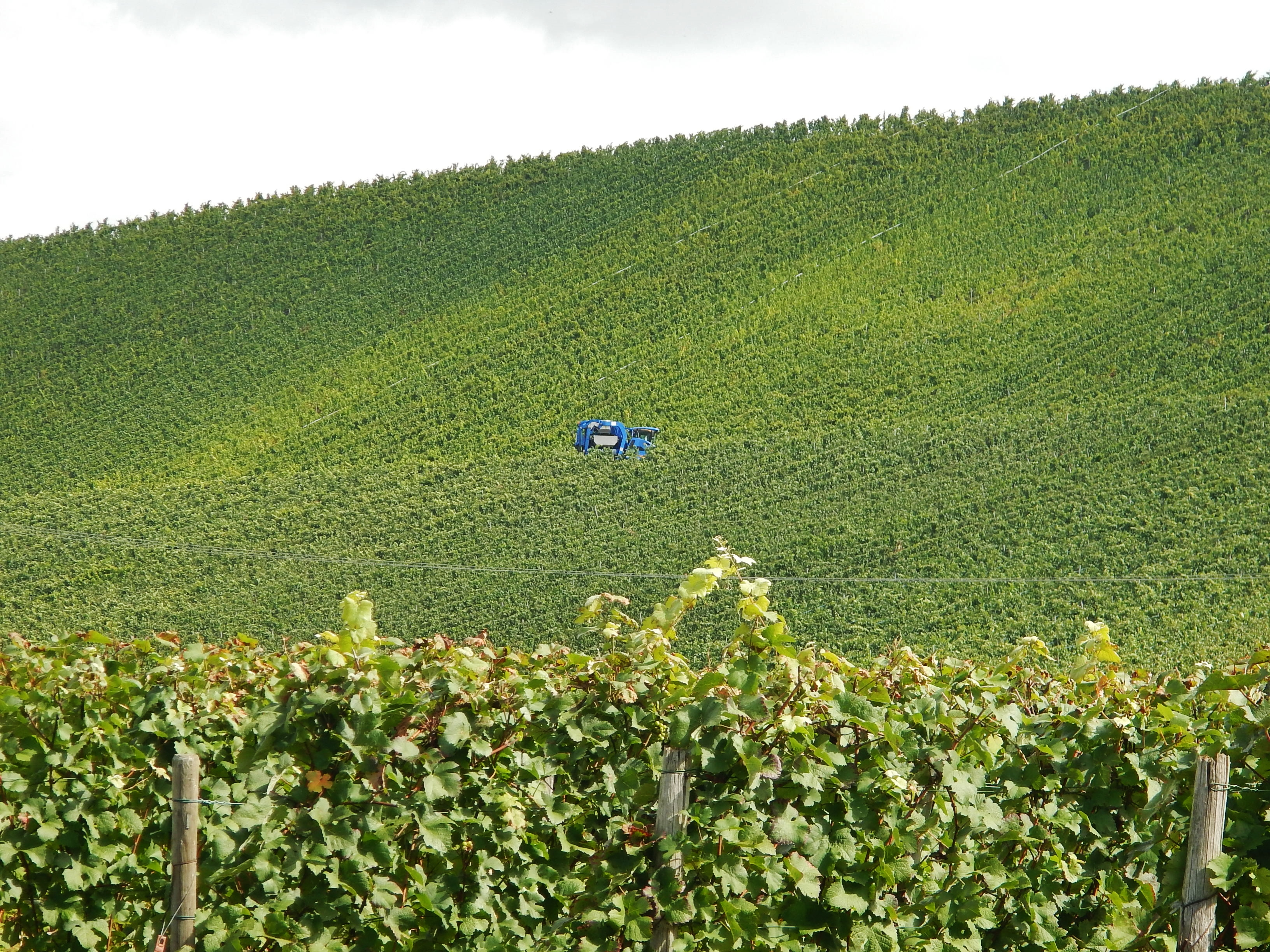
Weinberge bei Neckarwestheim

In der Weingärtnergenossenschaft Weingärtner Neckarwestheim eG haben sich 150 Winzer aus Neckarwestheim und dem Ilsfelder Teilort Schozach zusammengeschlossen. Die Neckarwestheimer Lagen gehören zur Großlage Kirchenweinberg im Bereich Württembergisch Unterland des Weinbaugebietes Württemberg. Seit 2012 sind die Neckarwestheimer Weingärtner mit der Felsengartenkellerei Besigheim fusioniert.

### Verkehr
Neckarwestheim liegt in der Nähe der A 81 (Ausfahrt Ilsfeld oder Mundelsheim) und der B 27 (in Lauffen am Neckar oder Kirchheim am Neckar). Ebenfalls in Lauffen und Kirchheim befinden sich Bahnhöfe der Frankenbahn Stuttgart–Heilbronn.

### Medien
Über das Geschehen in Neckarwestheim berichtet die Tageszeitung Heilbronner Stimme in ihrer Ausgabe W, Landkreis West.

### Bildung
In Neckarwestheim gibt es eine Grundschule; die weiterführenden Schulen befinden sich in Lauffen am Neckar. Die Neckarwestheimer Bücherei verfügt über einen Bestand von 11.000 Medien. Außerdem gibt es neben drei kommunalen auch einen evangelischen Kindergarten.
Darüber hinaus unterhält die Volkshochschule Unterland in Neckarwestheim eine Außenstelle.

## Persönlichkeiten
- Friedrich Weidle (1808–1876), Schulgründer in Stuttgart, geboren in Neckarwestheim
- Josef Raur (1817–1870), Ratsschreiber in Heilbronn
- Carsten Kengeter (* 1967), Manager, CEO der Deutschen Börse, wuchs in Neckarwestheim auf
- Michael Eb (* 1988), Sänger, Songwriter und Gitarrist, wuchs in Neckarwestheim auf